# Last Days of April
Last Days of April és una banda de música indie-pop d'Estocolm, Suècia.

## Membres
- Karl Larsson - veu, guitarra
- Lars Taberman - guitarra
- Andreas Fornell - bateria
- Daniel Svenfors - baix

## Discografia
- Last Days of April (Trust No One Records, 1997)[1]
- Rainmaker (Bad Taste Records/Straight Up Records, 1998)
- Angel Youth (Bad Taste/Deep Elm Records, 2000)
- Ascend to the Stars (Bad Taste/Crank! Records, 2002)
- If You Lose It (Bad Taste, 2003)
- Live the End (Bad Taste, 2005)
- Might as Well Live (Bad Taste, 2007)
- Gooey (Bad Taste, 2010)
- 79 (Bad Taste, 2012)
- Sea Of Clouds (Tapete Records, 2015)[2]